# Dr.るっる
『Dr.るっる』（ドクターるっる）は、前田理想による日本の漫画作品。『ジャンプスクエアセカンド』vol.2（集英社）に読み切りとして掲載され、『ジャンプスクエア』（集英社）2009年11月号より2010年10月号まで連載された。話数の単位は「カルテ○」。

## あらすじ
悪魔風邪に罹患した地球人の高校生である皆緒人治の治療の為にるっる・ラ・ルーラン・ルッルが送り込まれ、様々な出来事を通して徐々に2人の絆を深めていく。

## 登場人物

### 主要人物
Dr.るっる・ラ・ルーラン・ルッル
ヒトハルの悪魔風邪治療のため、宇宙保健局から派遣された宇宙人の女医。美人で容姿端麗だが、異常なまでの天然ボケかつドジで、大概のことを下ネタっぽく解釈するため、しばしばヒトハルの周辺で誤解を生む。ヒトハルと同じ高校に通う。悪魔風邪により凍て付いたヒトハルを献身的に介護する等、徐々に主治医と患者という枠組みを超えた関係になりつつある。
皆緒 人治（みなお ヒトハル）
その症状が周囲の環境にまで影響を及ぼす、悪魔風邪の患者。幼い頃、母を救ってくれた医者に憧れ、日本一の医学部を持つ矢舞大学の付属高校へと進学する。しかし、悪魔風邪の患者ということでるっると同居する羽目になり、彼女をはじめとした女性達に振り回される日常を送る。
綺堂 葵（きどう あおい）
ヒトハルに想いを寄せる少女。しかし、幼い頃からヒトハルに男の子だと勘違いされていた。綺堂新流剣術師範代で、卓越した剣の腕を持つ。ナース志望だが治療は苦手な様子。ヒトハルに会う時は、ブタのパンツを履くと決めている。

### その他
吉田のおじさん（よしだ-）
ヒトハルのおじさん。親許を離れたヒトハルの保護者的存在。
医局長（いきょくちょう）
宇宙保健局でのるっるの直属の上司。
らんら・リ・ルレ
悪魔風邪の成分から兵器製造を目論む製薬会社から送り込まれた「宇宙一の刺客」。しかし刺客の仕事は実際はアルバイトで、後にバイトを辞めてからは皆緒家の食卓に勝手に上がり込んでいる。かなりの大食い。
川崎 純吉（かわさき じゅんきち）
ヒトハルとるっるの同級生。親が病院や医療機器メーカーを経営しており、かなりの金持ち。るっるやアオイにアタックしようとしたが、失敗に終わる。
めあのあ・イープル
宇宙医療学校でのるっるの同級生。ヒトハルの主治医になるため、数学教師・井古 芽愛（いふる めあ）として学校に侵入。成績優秀、スポーツ万能で容姿端麗（自称）。
Dr.ふー・ネ・クスト
るっるのサポートのために送り込まれた宇宙精神科医。常に仮面をつけていて、仮面がないと他人と話すことができない。関西弁でしゃべる。

#### 麻心製薬派遣社員
かしあ
3人のリーダー的存在であり、かなりの正統派。ヒトハルに惹かれている。
まっし
直情径行の活発な少女であり、かなりのボーイッシュ。ラブレターを決闘状と間違えられた事も。ヒトハルを強敵（ライバル）と認める。
おるてぃ
お色気担当。言動も官能的でラブレターを官能小説と間違えられた事も。

## 読み切り版
ジャンプスクエア増刊『ジャンプスクエアセカンド』Vol.002に読みきりで39Pで掲載された。連載中の本編とは設定がやや異なる。

### あらすじ
るっるとナースであるつぁまとを乗せた宇宙船が宇宙を航行中、アクシデントに見舞われナースの進言により宇宙船から脱出しようとするが、るっるが脱出ポッドの2つのボタン（なぜかボタンの周りが膨らんでいる）を同時に押す事を躊躇したために宇宙船は地球に不時着する。不時着によりナースが働けなくなったので代わりのナースを地球人の中から選定して地球の病気を治療しなければ宇宙病原体である"ウィル・ウィルスン"に感染した地球は10日以内に滅亡する事態になる。

### 登場人物
るっる・ラ・ルーランルッル
ルーランルッル家の長女で惑星タマプラで育った。星医者になったきっかけはタマプラが病気になったのを助けることができなかったから。時々"しなくてもよい説明"をしたり"彼女なりの解釈"をしたりする。"星の声"が聞こえる能力を有する。名札には惑星内科Dr.るっると記入されている。ややつり目である。
矢倉 つみき（やぐら-）
喧嘩が強いが医者嫌い。医者が嫌いな理由は実は注射が苦手だとるっるに見抜かれる。喧嘩で出血した時にるっるにレバー（生）を食べさせられそうになる。
つぁまと
るっるのナースだった。最後に「こんな奴と組むんじゃなかっ…」という言葉を残して生死不明。

## 書誌情報
- 前田理想『Dr.るっる』集英社〈ジャンプ・コミックス〉 全3巻
  1. 2010年4月7日第1刷発行（4月2日発売[集 1]）、ISBN 978-4-08-870032-8
  2. 2010年8月9日第1刷発行（8月4日発売[集 2]）、ISBN 978-4-08-870098-4
  3. 2010年11月9日第1刷発行（11月4日発売[集 3]）、ISBN 978-4-08-870154-7